# Fendt
A Fendt az AGCO Corporation nevű globális nagyvállalat része; német mezőgazdasági traktorok és gépek gyártója, gyártja és forgalmazza a traktorok teljes sorát, kombájnokat, bálázókat és egyéb mezőgazdasági gépeket. A céget Xaver Fendt alapította 1937-ben; az AGCO 1997-ben vásárolta fel. Magyarországon 2002 óta kizárólagos hazai forgalmazója és importőre az Axiál Kft.

## Termékek
A Fendt 70-500 LE közötti traktorok, illetve 220-500 LE közötti kombájnok széles választékát kínálja, beleértve a takarmányszállító tartálykocsikat, fűnyírókat, szecskázókat, bálázókat, permetezőket.
| Traktor típus     | Teljesítmény (kW/hp) |
| ----------------- | -------------------- |
| 200 Vario Széria  | 51–81 / 70–110       |
| 300 Vario Széria  | 70–92 / 95–135       |
| 500 Vario Széria  | 92–121 / 125–165     |
| 700 Vario Széria  | 96–132 / 130–300     |
| 800 Vario Széria  | 136–151 / 185–287    |
| 900 Vario Széria  | 202–265 /275 –390    |
| 1000 Vario Széria | 279–368 / 380–517    |

Fendt gépek
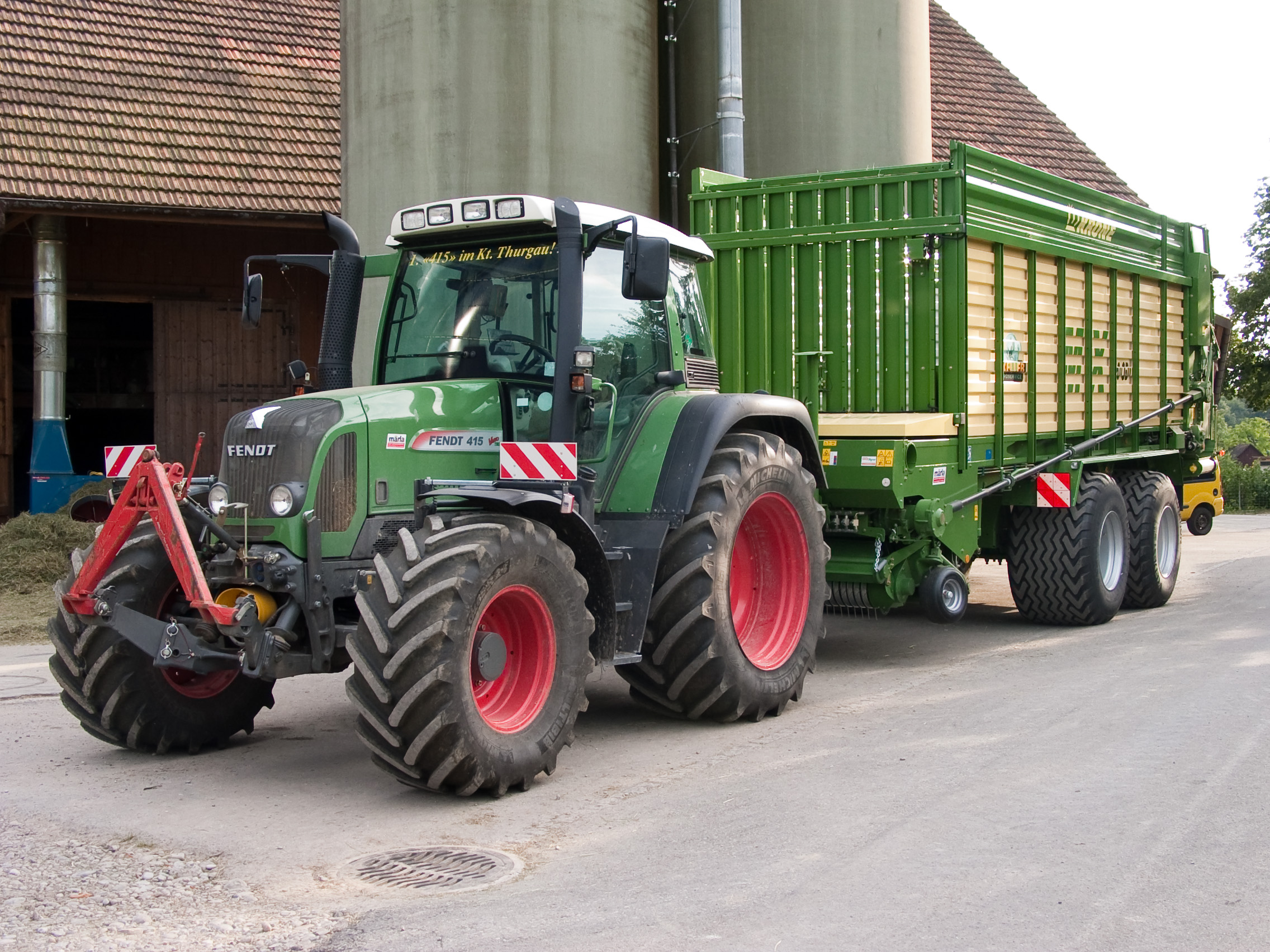
Traktor1
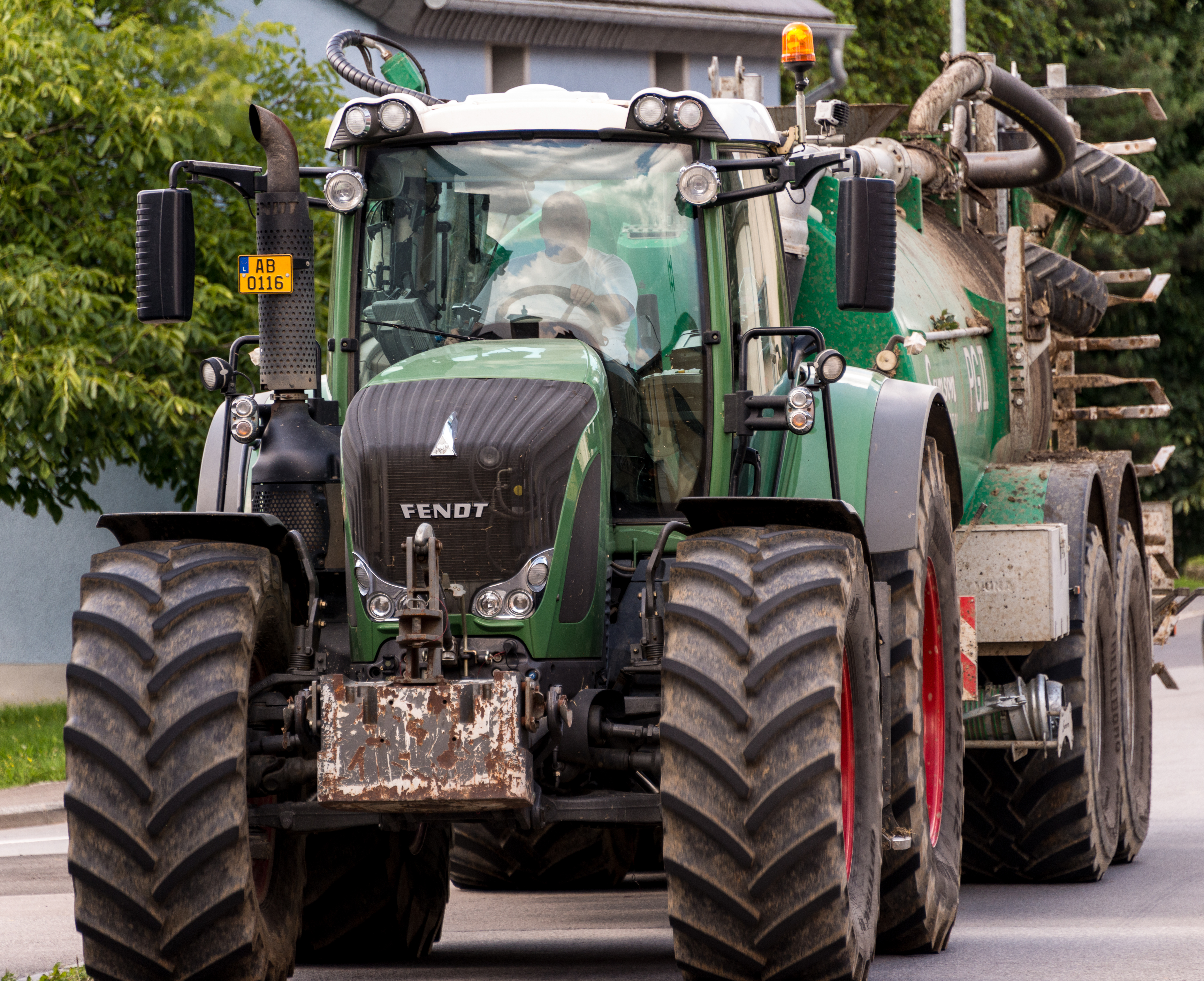
Traktor2
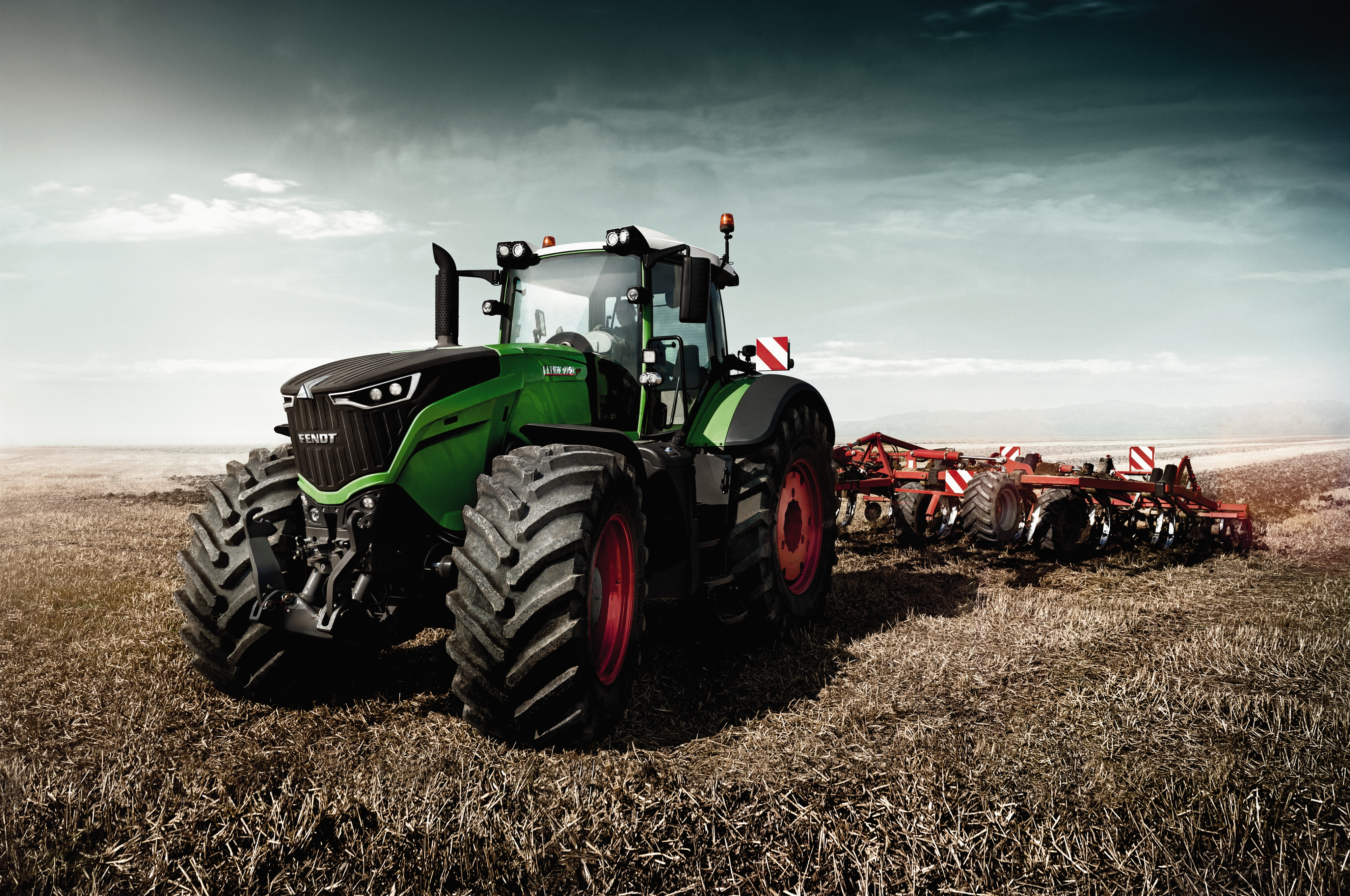
Traktor3
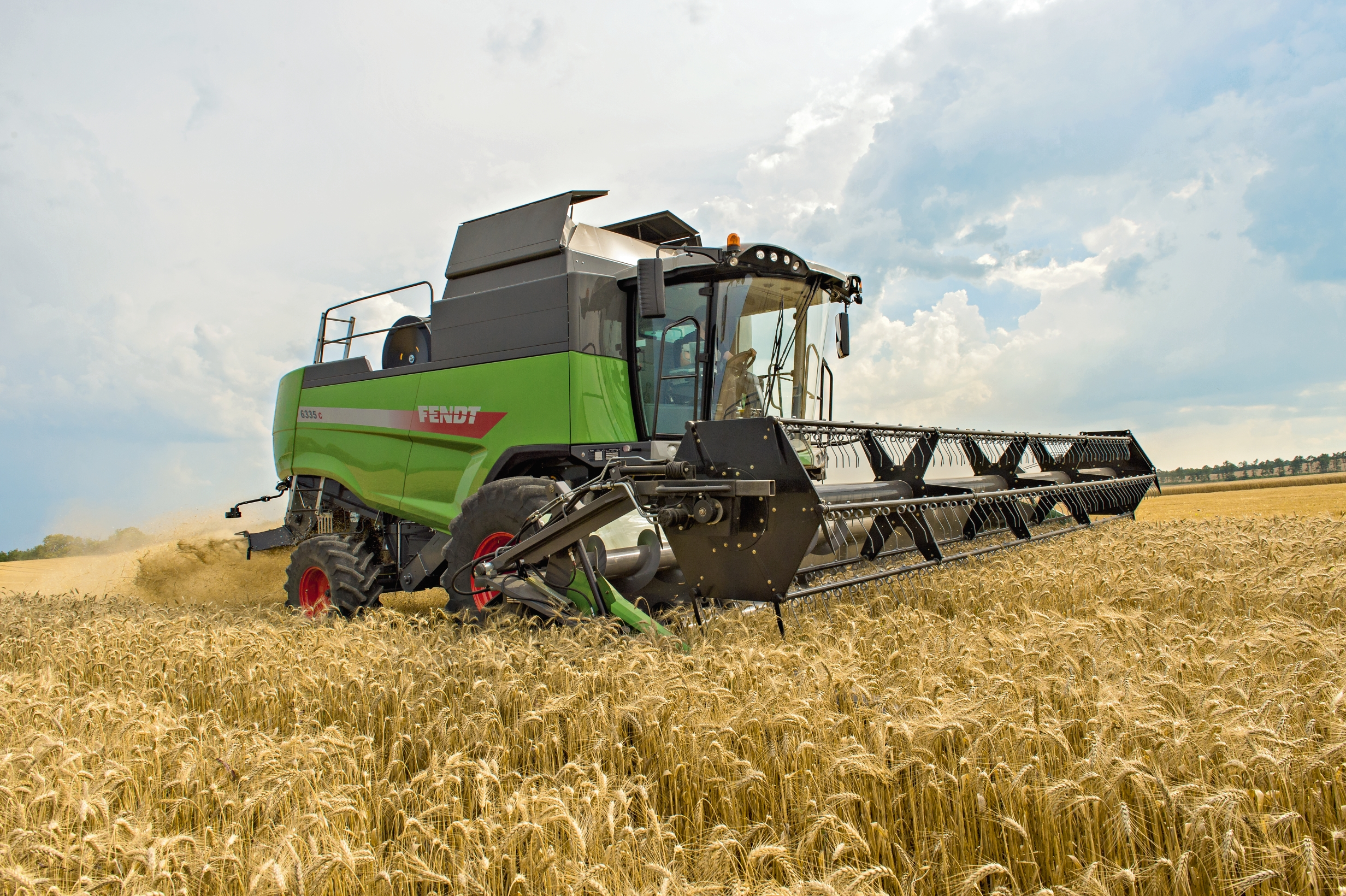
Kombájn1
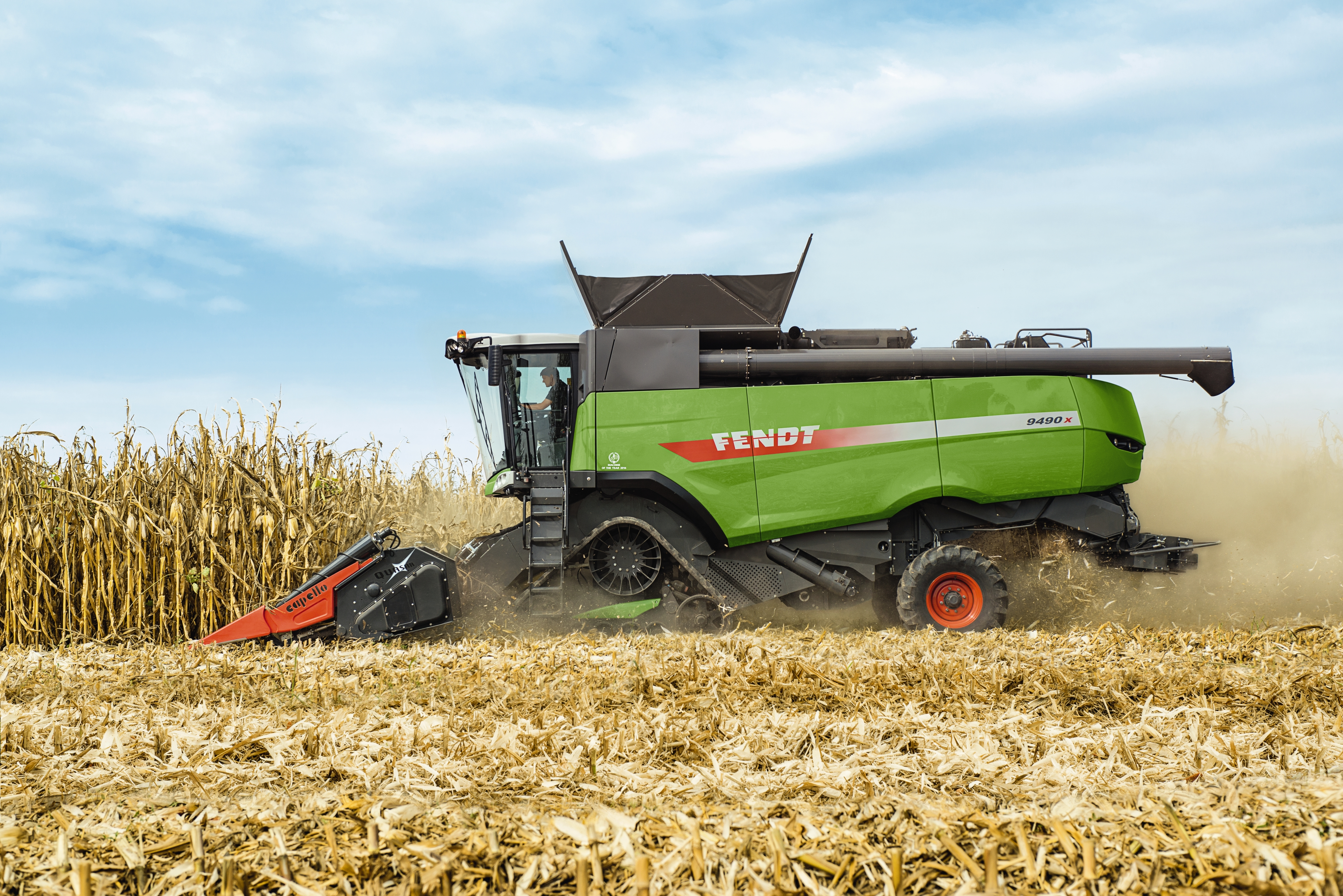
Kombájn2
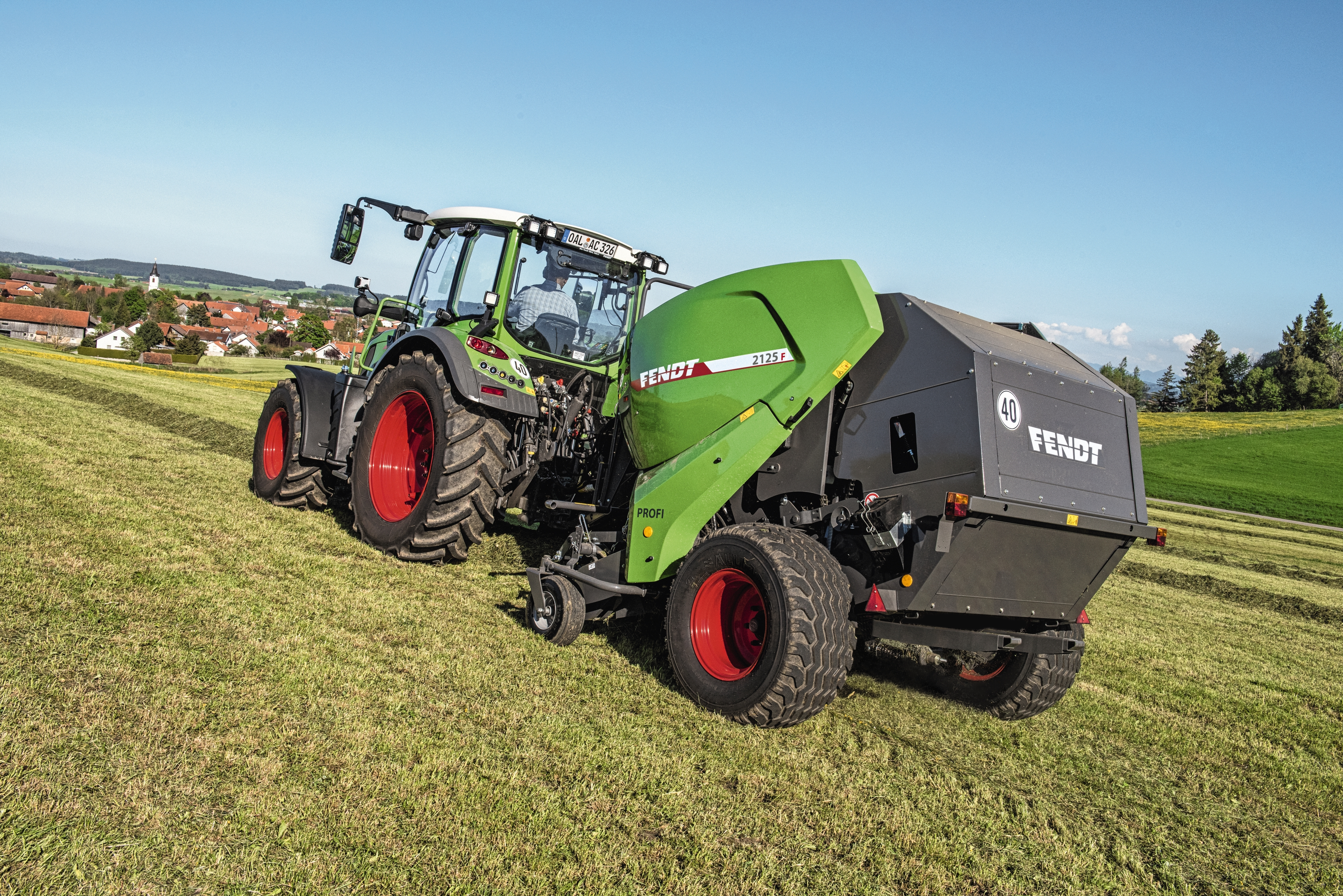
Bálázó
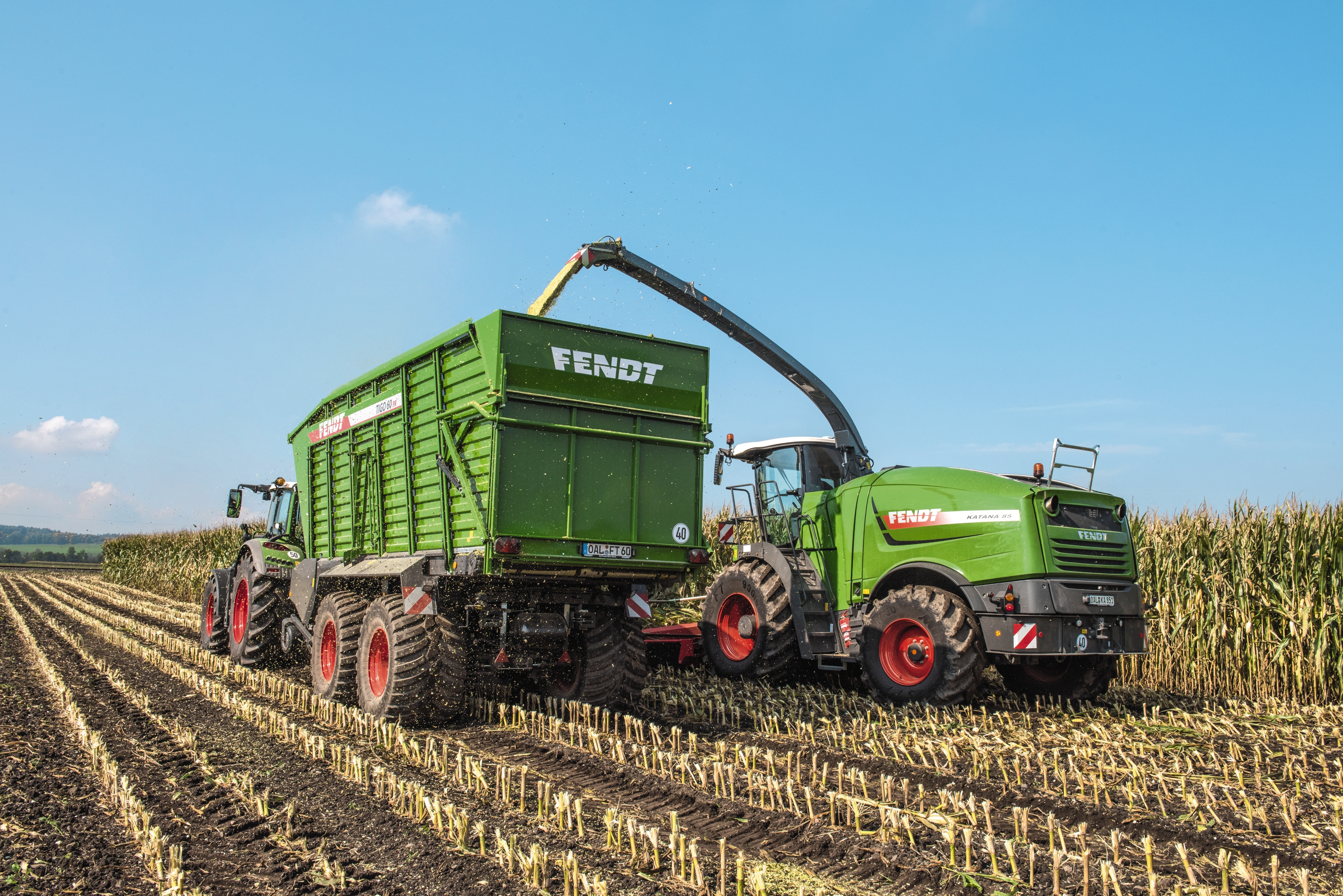
Szecskázó és terményszállító kocsi
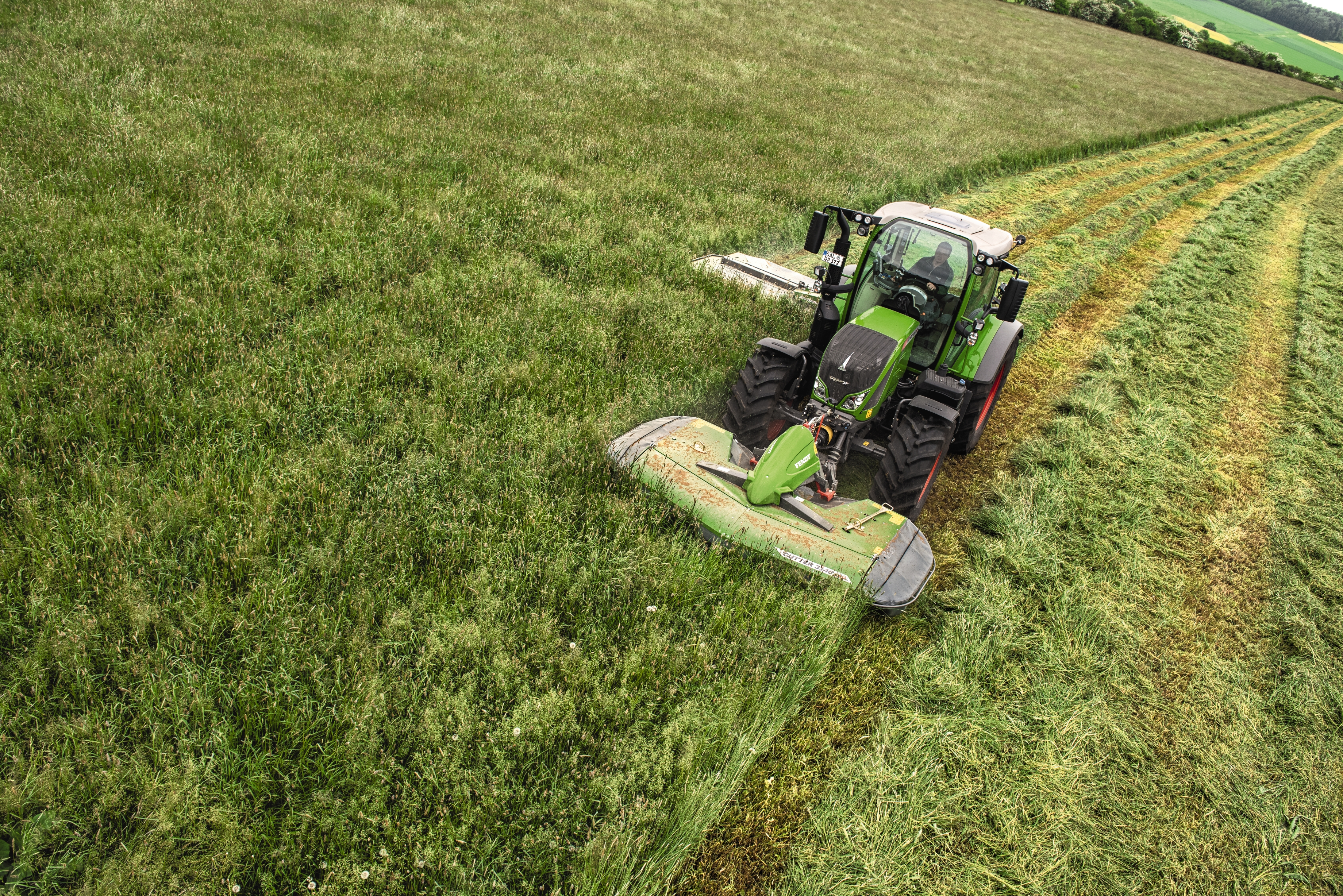
Fűnyíró
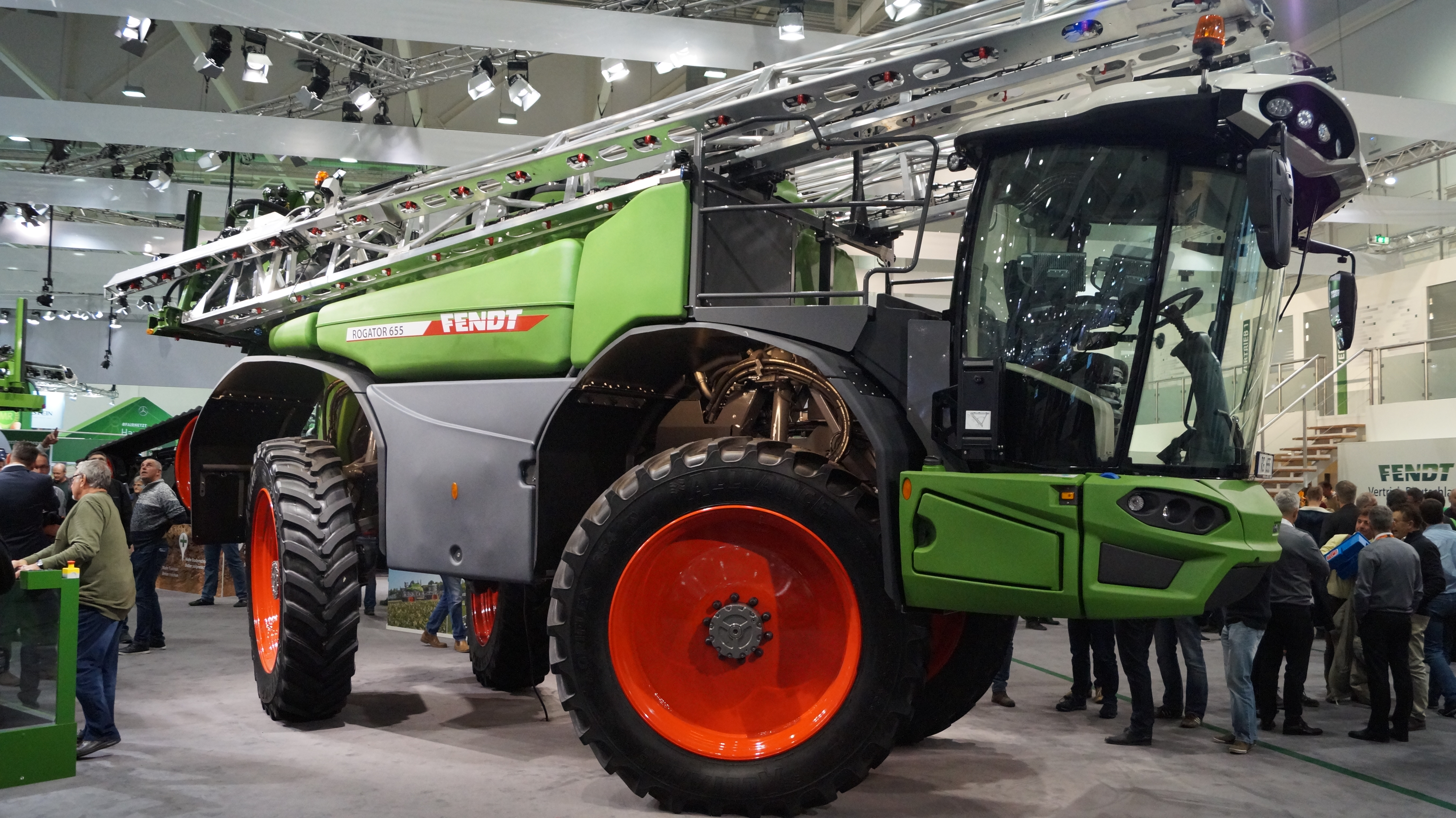
Permetező

## Fordítás
Ez a szócikk részben vagy egészben  a   Fendt című angol Wikipédia-szócikk fordításán alapul.  Az eredeti cikk szerkesztőit annak laptörténete sorolja fel. Ez a jelzés csupán a megfogalmazás eredetét és a szerzői jogokat jelzi, nem szolgál a cikkben szereplő információk forrásmegjelöléseként.